# Gobierno de Suecia
El Gobierno de Suecia es una monarquía constitucional basada en la democracia parlamentaria. Los asuntos del gobierno de Suecia son dirigidos por un gabinete de ministros, el cual es liderado por el primer ministro. El gabinete y el primer ministro son responsables de sus actos ante el Riksdag, que es el parlamento. El rey, que desde 15 de septiembre de 1973 ha sido Su Majestad el Rey Carlos XVI Gustavo, Rey de Suecia, no tiene ninguna competencia y no es parte ni del ejecutivo ni el legislativo.

## Jefe de Estado
Su Majestad el Rey Carlos XVI Gustavo, Rey de Suecia, desde 15 de septiembre de 1973. Su función es protocolaria y moderadora y accede al cargo mediante herencia en la primogenitura y de forma vitalicia. La próxima reina de Suecia será Su Alteza Real la Princesa Victoria.

## Jefe de Gobierno
- Jefe de Gobierno: Su Excelencia el Primer Ministro Ulf Kristersson.
- Gabinete: Los ministros son nombrados por el primer ministro y presentados ante el Parlamento.
- Elecciones: El primer ministro es nombrado por el Presidente del Riksdag y luego confirmado por el Parlamento.
- Elecciones generales de Suecia de 2022: Ulf Kristersson (Partido Moderado) elegido primer ministro el 18 de octubre de 2022 tras la coalición con Demócratas Cristianos, Liberales y con el apoyo externo de Demócratas de Suecia. El nuevo gobierno se presentó el 18 de octubre de 2022.

## Ministerios
- Las oficinas del gobierno (en sueco: Regeringskansliet)
  - Oficina del primer ministro (en sueco: Premiärministerns kansli)
  - Ministerio de Asuntos Europeos (en sueco: EU-minister)
  - Ministerio de Migraciones (en sueco: Migrationsminister)
  - Ministerio de Justicia (en sueco: Justitieminister)
  - Ministerio de Asuntos Exteriores (en sueco: Utrikesdepartementet)
  - Ministerio de Desarrollo, Cooperación y Comercio Exterior (en sueco: Bistånds- och utrikeshandelsminister)
  - Ministerio de Defensa (en sueco: Försvarsdepartementet)
  - Ministerio de Defesa Civil (en sueco: Minister för civilt försvar)
  - Ministerio de  Asuntos Sociales (en sueco: Socialminister)
  - Ministerio de Salud (en sueco: Sjukvårdsminister)
  - Ministerio de Tercera Edad y Seguridad Social (en sueco: Äldre- och socialförsäkringsminister)
  - Ministerio de Servicios Sociales (en sueco: Socialtjänstminister)
  - Ministerio de Finanzas (en sueco: Finansdepartementet)
  - Ministerio para los Mercados Financieros (en sueco: Finansmarknadsminister)
  - Ministerio de los Asuntos Civiles (en sueco: Civilminister)
  - Ministerio de Educación e Investigación (en sueco: Utbildningsdepartementet)
  - Ministerio de Agricultura (en sueco: Jordbruksdepartementet)
  - Ministerio de Energía y Negocios (en sueco:Energi- och näringsminister)
  - Ministerio de Clima y Ambiente (en sueco:Miljö- och klimatminister)
  - Ministerio de Asuntos Rurales (en sueco:Landsbygdsminister)
  - Ministerio de Infraestructura y Vivienda (en sueco:Infrastruktur- och bostadsminister)
  - Ministerio de Cultura (en sueco: Kulturdepartementet)
  - Ministerio de Mercado Laboral e Integración (en sueco: Arbetsmarknads- och integrationsminister)
  - Ministerio de Igualdad de Género (en sueco: Jämställdhetsminister)
- Otras oficinas:
  - Oficina de Asuntos Administrativos (en sueco: Förvaltningsavdelningen)
  - Representación Permanente de Suecia en la Unión Europea (en sueco: UE-representationen)

## Actual gabinete
| Cartera | Ministro | Ministro                    | Partido               | Partido               | Toma de posesión      |  |
| --- | -------- | --------------------------- | --------------------- | --------------------- | --------------------- |  |
| Oficina del Primer Ministro                                                                                         |          |                             |                       |                       |                       |  |
| Primer ministro, Jefe de la Oficina del primer ministro                                                             |          | Ulf Kristersson             |                       | Partido Moderado      | 18 de octubre de 2022 |  |
| Vice primera ministra                                                                                               |          | Ebba Busch                  |                       | Demócratas Cristianos | 18 de octubre de 2022 |  |
| Ministra de Asuntos Europeos                                                                                        |          | Jessika Roswall             |                       | Partido Moderado      | 18 de octubre de 2022 |  |
| Ministerio de Migraciones y Justicia                                                                                |          |                             |                       |                       |                       |  |
| Ministra de Migraciones Jefa del Ministerio de Migraciones y Justicia                                               |          | María Malmer Stenergard     |                       | Partido Moderado      | 18 de octubre de 2022 |  |
| Ministro de Justicia                                                                                                |          | Gunnar Strömmer             | 18 de octubre de 2022 | Partido Moderado      |                       |  |
| Ministerio de Asuntos Exteriores, Desarrollo y Cooperación                                                          |          |                             |                       |                       |                       |  |
| Ministro de Asuntos Exteriores, Jefe del Ministerio de Asuntos Exteriores                                           |          | Tobias Billstrom            |                       | Partido Moderado      | 18 de octubre de 2022 |  |
| Ministro de Desarrollo, Cooperación y Comercio Exterior                                                             |          | Johan forssell              | 18 de octubre de 2022 | Partido Moderado      |                       |  |
| Ministerio de Defensa y Defensa Civil                                                                               |          |                             |                       |                       |                       |  |
| Ministro de Defensa, Jefe del Ministerio de Defensa y Defensa Civil                                                 |          | Pal Jonson                  |                       | Partido Moderado      | 18 de octubre de 2022 |  |
| Ministro de Defensa Civil                                                                                           |          | Carl-Oskar Bohlin           | 18 de octubre de 2022 | Partido Moderado      |                       |  |
| Ministerio de Salud, Asuntos Sociales, Tercera Edad y Seguridad Social                                              |          |                             |                       |                       |                       |  |
| Ministra de Salud, Jefa del Ministerio de Salud, Asuntos Sociales, Tercera Edad y Seguridad Social                  |          | Acko Ankarberg Johansson    |                       | Demócratas Cristianos | 18 de octubre de 2022 |  |
| Ministro de Asuntos Sociales                                                                                        |          | Jakob Forssmed              | 18 de octubre de 2022 | Demócratas Cristianos |                       |  |
| Ministra de la tercera edad y seguridad social                                                                      |          | Anna Tenje                  |                       | Partido Moderado      | 18 de octubre de 2022 |  |
| Ministra de Servicios Sociales                                                                                      |          | Camilla Waltersson Grönvall | 18 de octubre de 2022 | Partido Moderado      |                       |  |
| Ministerio de Finanzas, Mercados y Asuntos Civiles                                                                  |          |                             |                       |                       |                       |  |
| Ministra de Finanzas, Jefa del Ministerio de Finanzas, Mercados y Asuntos Civiles                                   |          | Elisabeth Svantesson        |                       | Partido Moderado      | 18 de octubre de 2022 |  |
| Ministro para los Mercados Financieros                                                                              |          | Niklas Wykman               | 18 de octubre de 2022 | Partido Moderado      |                       |  |
| Ministro de los Asuntos Civiles                                                                                     |          | Erik Slottner               |                       | Demócratas Cristianos | 18 de octubre de 2022 |  |
| Ministerio de Educación Básica, Superior e Investigación                                                            |          |                             |                       |                       |                       |  |
| Ministro de Educación Superior, Jefe del Ministerio de Educación Básica, Superior e Investigación                   |          | Mats Persson                |                       | Liberales             | 18 de octubre de 2022 |  |
| Ministra de Educación Básica e Investigación                                                                        |          | Lotta Edholm                | 18 de octubre de 2022 | Liberales             |                       |  |
| Ministerio de Energía, Asuntos Rurales e Infraestructura                                                            |          |                             |                       |                       |                       |  |
| Ministra de Energía, Vice primera ministra, Jefa del Ministerio de Energía, Asuntos Rurales e Infraestructura       |          | Ebba Busch                  |                       | Demócratas Cristianos | 18 de octubre de 2022 |  |
| Ministro de Asuntos Rurales                                                                                         |          | Peter Kullgren              | 18 de octubre de 2022 | Demócratas Cristianos |                       |  |
| Ministro de Infraestructura y Vivienda                                                                              |          | Andreas Carlson             | 18 de octubre de 2022 | Demócratas Cristianos |                       |  |
| Ministerio de Negocios, Ambiente y Clima                                                                            |          |                             |                       |                       |                       |  |
| Ministra de Negocios, Vice primera ministra, Jefe del Ministerio de Negocios, Ambiente y Clima                      |          | Ebba Busch                  |                       | Demócratas Cristianos | 18 de octubre de 2022 |  |
| Ministra de Ambiente y Clima                                                                                        |          | Romina Pourmokhtari         |                       | Liberales             | 18 de octubre de 2022 |  |
| Ministerio de Cultura                                                                                               |          |                             |                       |                       |                       |  |
| Ministro de Cultura, Jefa del Ministerio de Cultura                                                                 |          | Parisa Liljestrand          |                       | Partido Moderado      | 18 de octubre de 2022 |  |
| Ministerio de Mercado Laboral, Integración e Igualdad de Género                                                     |          |                             |                       |                       |                       |  |
| Ministro de Mercado Laboral e Integración, Jefe del Ministerio de Mercado Laboral, Integración e Igualdad de Género |          | Johan Pehrson               |                       | Liberales             | 18 de octubre de 2022 |  |
| Ministra de Igualdad de Género, Viceministra de Mercado Laboral e Integración                                       |          | Paulina Brandberg           | 18 de octubre de 2022 | Liberales             |                       |  |

## Enlaces
- Gobierno de Suecia - Sitio oficial
- Organización - Sitio oficial

- Datos: Q930729
- Multimedia: Government of Sweden / Q930729